# Pionier Blockhaus 14-18
Pionier Blockhaus 14-18 is een bunkermuseum in de tot de Henegouwse gemeente Komen-Waasten behorende plaats Komen, gelegen aan de Rue des Arts.
De bunker werd in 1917 gebouwd door de Duitse genie, de Pionniers. Het was een artillerienest, bestaande uit die delen die door middel van onderaardse gangen met elkaar in verbinding stonden. Deze maakte onderdeel uit van een linie van bunkers langs de Leie en bevond zich in de onmiddellijke nabijheid van het front.
In deze bunker zijn een aantal wapens uitgestald die de Duitsers tijdens de Eerste Wereldoorlog gebruikten, zoals vlammenwerpers, loopgraafmortieren, gifgassen en dergelijke.